# Granuloppia extrema
Granuloppia extrema är en kvalsterart som först beskrevs av Sandór Mahunka 1984.  Granuloppia extrema ingår i släktet Granuloppia och familjen Granuloppiidae. Inga underarter finns listade i Catalogue of Life.